# ناحیه برنز، میشیگان
ناحیه برنز (به انگلیسی: Burns Township) یک منطقهٔ مسکونی در ایالات متحده آمریکا است که در شهرستان شیاواسه، میشیگان واقع شده‌است.
 ناحیه برنز  ۳٬۴۵۷ نفر جمعیت دارد و ۲۵۹ متر بالاتر از سطح دریا واقع شده‌است.